# Ludvíkov (Velká Bíteš)

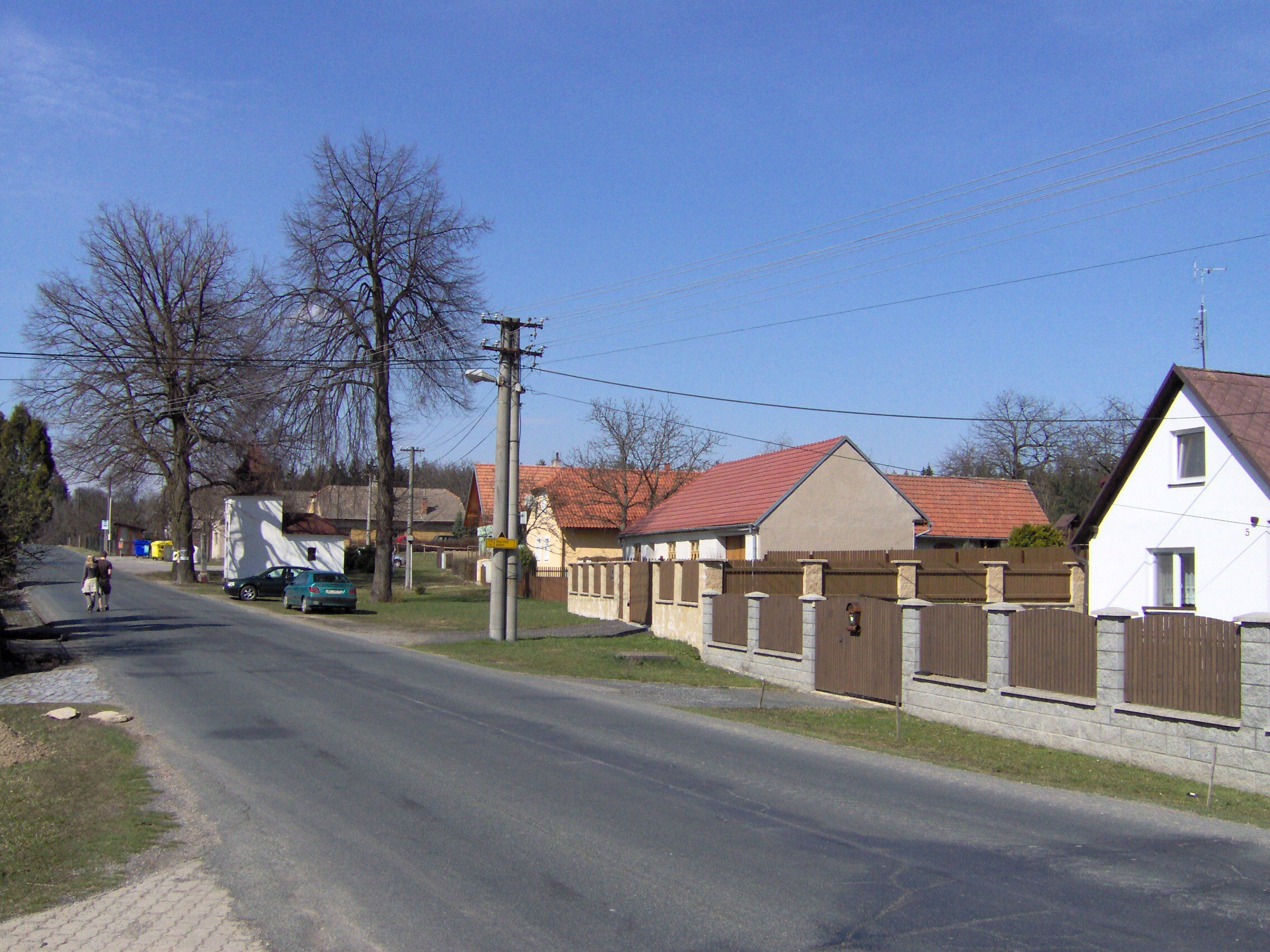
Dorfplatz

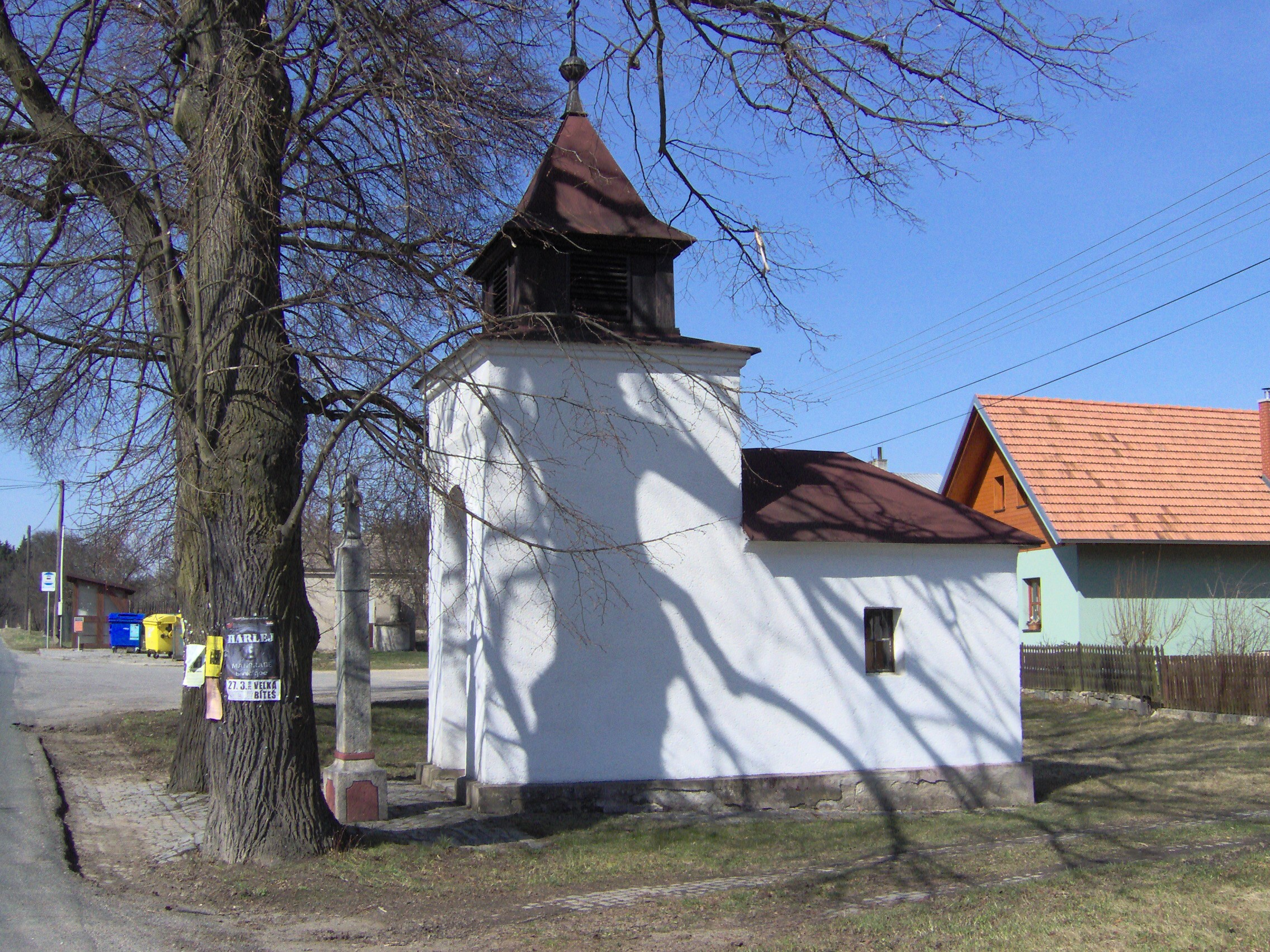
Kapelle

Ludvíkov (deutsch Ludwigsdorf) ist ein Ortsteil der Stadt Velká Bíteš in Tschechien. Er liegt fünf Kilometer südöstlich von Velká Bíteš und gehört zum Okres Žďár nad Sázavou.

## Geographie
Ludvíkov befindet sich in der Křižanovská vrchovina (Krischanauer Bergland) im Süden der Böhmisch-Mährischen Höhe. Das von ausgedehnten Wäldern umschlossene Dorf liegt linksseitig des Baches Ludvíkovský potok auf einer Hochebene. Nordwestlich erhebt sich die Ramaška (530 m n.m.). Durch Ludvíkov verläuft die Staatsstraße II/395 zwischen Velká Bíteš und Rosice.
Nachbarorte sind Křoví, Otmarov und Přibyslavice im Norden, Radoškov, Devět Křížů und Lesní Hluboké im Nordosten, Javůrek und Zálesná Zhoř im Osten, Litostrov, Zbraslav und Březina im Südosten, Stanoviště im Süden, Hluboké und Krokočín im Südwesten, Pucov und Jasenice im Westen sowie Jindřichov, Demáčky und Košíkov im Nordwesten. 

## Geschichte
Ludwigsdorf wurde 1780 zusammen mit Heinrichsdorf (Jindřichov) durch den Besitzer der Herrschaft Herrschaft Namiest, Karl Wilhelm Sigismund Graf von Haugwitz, gegründet. Das Dorf ist eine von mehreren im 18. Jahrhundert auf herrschaftlichen Fluren neu gegründeten Kolonien, mit denen Bewohnern der übervölkerten alten Dörfer eine ausreichende Lebensgrundlage geboten werden sollte. Die regelmäßige Häuslersiedlung Ludwigsdorf entstand an einer Fahrstraße im herrschaftlichen Schwarzwald (Černé lesy) und wurde nur mit geringer Feldflur ausgestattet. Benannt wurde die Kolonie zu Ehren von Haugwitz´s Ehefrau Maria Josepha Johanna, geborene Gräfin von Frankenberg und Ludwigsdorf.
Im Jahre 1837 bestand das im Brünner Kreis gelegene Dorf Ludwigsdorf bzw. Ludwikow aus 13 Häusern, in denen 72 Personen lebten. Pfarr- und Schulort war Zbraslau. Bis zur Mitte des 19. Jahrhunderts blieb Ludwigsdorf der Fideikommissgrafschaft Namiest untertänig.
Nach der Aufhebung der Patrimonialherrschaften bildete Ludwigsdorf / Ludvíkov ab 1849 einen Ortsteil der Gemeinde Košíkov im Gerichtsbezirk Namiest. Ab 1869 gehörte Ludwigsdorf zum Bezirk Trebitsch. Zu dieser Zeit hatte das Dorf 75 Einwohner und bestand aus 14 Häusern. 1896 wurde Ludwigsdorf in den Bezirk Groß Meseritsch und Gerichtsbezirk Groß Bittesch umgegliedert. Im Jahre 1900 lebten in Ludwigsdorf 92 Personen; 1910 waren es 73. Beim Zensus von 1921 lebten in den 14 Häusern des Dorfes 75 Tschechen. 1924 wurde der tschechische Name Ludvíkov zum amtlichen Ortsnamen erklärt. Im Jahre 1930 bestand Ludvíkov aus 14 Häusern und hatte 61 Einwohner. Zwischen 1939 und 1945 gehörte Ludvíkov / Ludwigsdorf zum Protektorat Böhmen und Mähren. 1948 wurde das Dorf dem Okres Velká Bíteš zugeordnet. Im Jahre 1950 hatte Ludvíkov 71 Einwohner. Im Zuge der Gebietsreform und der Aufhebung des Okres Velká Bíteš wurde das Dorf am 1. Juli 1960 dem Okres Žďár nad Sázavou zugewiesen. 1961 erfolgte die Eingemeindung nach Velká Bíteš. Beim Zensus von 2001 lebten in den 19 Häusern von Ludvíkov 40 Personen. Zu Beginn des Jahres 2010 hatte das Dorf wiederum 40 Einwohner. 

## Gemeindegliederung
Der Ortsteil Ludvíkov bildet den Katastralbezirk Ludvíkov u Velké Bíteše.

## Sehenswürdigkeiten
- Kapelle auf dem Dorfplatz
- Steinernes Kreuz vor der Kapelle, errichtet 1794, Kulturdenkmal